# うさるさん。
『うさるさん。』は、たみやともか原作による絵本、またはテレビアニメ作品である。

## 概要
うさるさん。は白いただのうさぎだがモンキーぐるみを着て人々を助けるぞ。
モンキーバナナを食べるときゅぴーんとなり
人を助けたくて仕方がない可愛いうさるさん。になるのだ。
現在3回の逮捕後フィリピンでバナナ農園を運営してるらしい。
ずる賢いうさぎである。
最近は口臭外来に通っている。

## 絵本
出版：メディアファクトリー
- 『うさるさん。』2006年9月15日 ISBN 978-4-8401-1700-5
- 『うさるさん2。』2008年8月1日 ISBN 978-4-8401-2392-1
- 『おいしいね!うさるさん』2008年12月12日初版 ISBN 978-4-8401-2495-9
- 『ともだちだよ!うさるさん』2008年12月12日初版 ISBN 978-4-8401-2496-6
- 『うさるさん3。』2011年1月21日 ISBN 978-4-8401-3686-0

## 登場キャラクター
うささん
声 - 庄子裕衣
おばあちゃんが作ってくれた猿の着ぐるみ・もんきーぐるみを着て正義の味方「うさるさん」に変身する。本作の主人公。
いちごちゃん
声 - 仲谷明香（当時AKB48）
ピョコ
声 - 佐藤亜美菜（当時AKB48）
ピョコのパパ
声 - 大林隆介
おばあちゃん
声 - 向井真理子
ジャイアン兎
声 - 逢坂力
宇佐川クリステル
声 - たみやともか

## テレビアニメ
2009年10月にキッズステーションで全4話が放送。11月に再びキッズステーション及びBS12で放送された。アニメーション制作は『ポケットモンスター』シリーズの制作で知られるオー・エル・エムが手がけている。

### スタッフ
- 企画 - メディアファクトリー
- 原作 - たみやともか
- 監督・脚本 - 外山草
- キャラクターデザイン - 馬場俊子
- 設定デザイン - 田中俊成
- 作画監督 - 馬場俊子・尾鷲英俊
- 色彩設計 - 大関たつ枝
- 美術監督 - 工藤ただし
- 撮影監督 - 池田新助
- 音響監督 - 藤田亜紀子
- アニメーションプロデューサー - 小板橋 司
- 音響制作 - HALF H・P STUDIO
- アニメーション制作 - オー・エル・エム

## テーマソング
- たすけて！！うさるさん。のテーマ[1]

作詞 - たみやともか
作曲 - バナナンBOY
うた - さるさん
- ボクのもんきーぐるみ[1]

作詞 - たみやともか
作曲 - バナナンBOY
うた - キュピーン少年合唱団

## DVD
2009年11月上旬よりTSUTAYA限定でレンタルを開始。映像特典として仲谷明香&佐藤亜美菜のアフレコ現場やインタビューを収録。 